# Iglesia Santo Tomás Apóstol (Santiago de Cuba)
El Santuario Diocesano de Santiago de Cuba de la Virgen Mambisa y Peregrina de la Caridad del Cobre-Iglesia Parroquial de Santo Tomás apóstol es uno de los templos católicos más antiguos de la ciudad de Santiago de Cuba.  Se trata de un templo de especial relevancia al venerarse aquí la principal réplica de la imagen original de la Virgen de la Caridad del Cobre, más conocida como la Virgen Mambisa o Virgen Peregrina.

## Importancia histórica

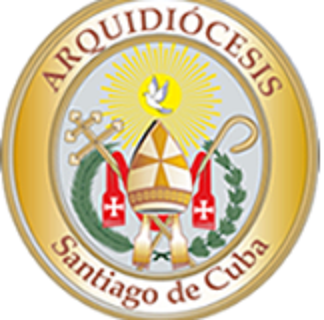
Este templo se subordina a la Arquidiócesis de Santiago de Cuba

Fundado en 1715 fue la primera sede parroquial en erigirse en la ciudad después de la Catedral en 1720.  
Es el templo en Cuba donde se fundó la Archicofradía de la Virgen de la Caridad del Cobre, y se resguarda celosamente el estandarte de esta asociación católica. 
En este templo fueron bautizados algunos de los más altos próceres de la independencia cubana como Antonio Maceo y sus hermanos, Quintín Bandera y Guillermo Moncada, además de once generales más y numerosos independentistas, y muchos otros insignes santiagueros como Miguel Matamoros y Laureano Fuentes Matons. 

## La Virgen Mambisa y Peregrina

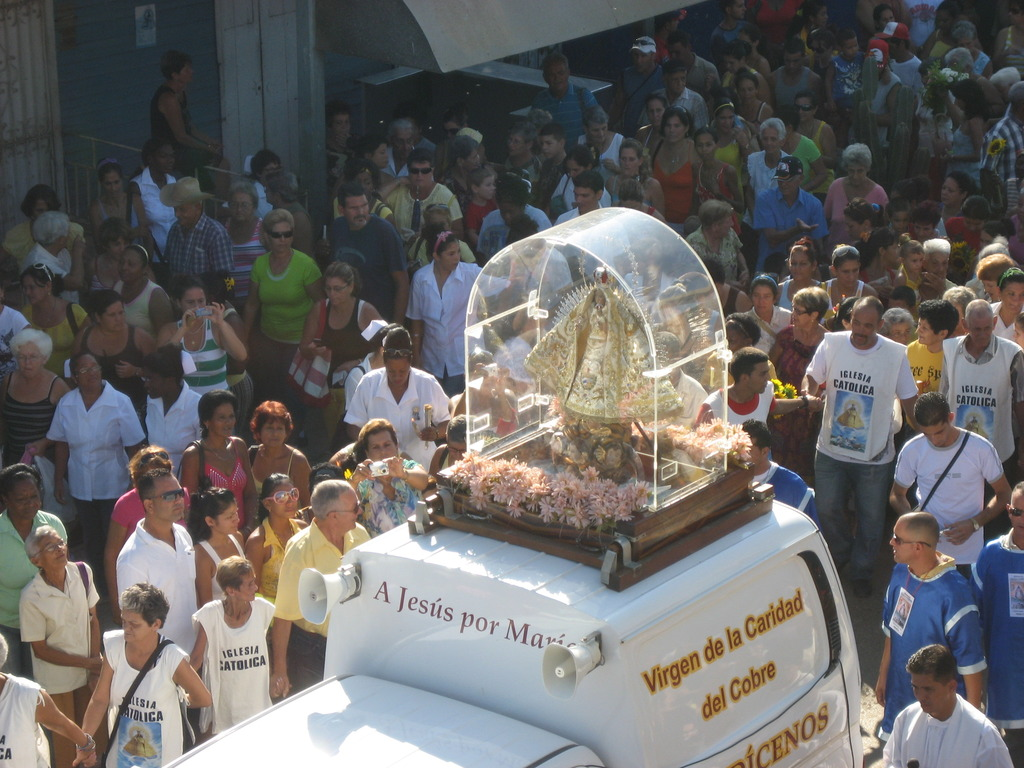
Virgen que se venera en Santo Tomás en su peregrinación por el país en 2011

En el siglo XIX, más específicamente durante el gobierno episcopal de la Arquidiócesis de Santiago de Cuba por San Antonio María Claret -y por disposición de éste-, la réplica más antigua de la imagen original de la Virgen de la Caridad del Cobre, fue puesta en esta parroquia, una vez disuelto el Cabildo congo Tiberé (asociación de morenos libres que nació en Santiago de Cuba para dar culto a la Virgen de la Caridad del Cobre) que había confeccionado y costeado esta imagen; y desde ese momento se convirtió este templo en el principal lugar de peregrinación mariana de la ciudad. Durante las procesiones en la ciudad, esta ha sido la imagen que se ha utilizado históricamente.
Esta imagen mariana era llevada por los mambises cubanos en las guerras de independencia contra el colonialismo español a la Manigua (área de insurrección dominada por las tropas rebeldes) pues se creía que esta apoyaba con su intercesión a dicha independencia, por tal motivo, pronto a esta imagen se le comenzó a llamar Virgen Mambisa, apelativo que llegó a ganarse toda la advocación mariana.
Por su increíble parecido con la imagen original, fue la seleccionada para peregrinar por toda Cuba en 1951 como inicio del año de celebraciones por el cincuentenario de la República. Por este motivo se ganó el apelativo de Virgen Peregrina.
En 1936 cuando la imagen original de la Virgen de la Caridad del Cobre fue adornada con oro y joyas, la antigua aureola de plata y su base de madera le fue donada a esta imagen, que ya comenzó a cobrar relevancia como la segunda en importancia de la advocación mariana Patrona de Cuba.
En el año 2010 volvió a ser seleccionada para peregrinar por toda Cuba, esta vez como preparación para la celebración por el 400 aniversario del hallazgo de la imagen original de la Virgen de la Caridad del Cobre.
En el año 2012 presidió la misa que celebrara el papa Benedicto XVI en la Plaza de la Revolución de La Habana.

## Ubicación
La Iglesia se encuentra ubicada en la Calle Santo Tomás entre las calles Trinidad y Habana, frente al parque de La Placita, en el Centro histórico de Santiago de Cuba.